# Demjanskkedlen
Demjanskkedlen eller Demjanskfæstningen er betegnelsen for Den Røde Hærs omringning af tyske tropper ved Demjansk syd for Leningrad under 2. verdenskrig. Den engelske betegnelse er The Demyansk Pocket dvs. Demjansk-lommen. Indeslutningen varede fra 8. februar til 21. april 1942. Ca. 95.000 soldater på tysk side var fanget i et område med en omkreds på 300 km, hvor de kun kunne få forsyninger via fly. Det var i det samme område, at Frikorps Danmark for første gang blev indsat i kamp, men det skete dog ikke før 20. maj, hvor belejringen var blevet brudt.

## Baggrunden
Det tyske angreb på Sovjetunionen blev indledt den 22. juni 1941 (Operation Barbarossa). Fra tysk side var forventningen, at man kunne besejre Sovjetunionen militært i løbet af 6-8 uger, men dette viste sig at være alt for optimistisk. Man mødte uventet hård modstand fra Den Røde Hærs side, og efterhånden som de tyske forsyningslinjer blev længere og den usædvanligt hårde russiske vinter satte ind, mistede angrebet fremdrift. Sidst på efteråret var det gået helt i stå. De forreste tyske styrker nåede frem på højde med Moskva i begyndelsen af december, men blev derefter i løbet af få uger presset ca. 200 km tilbage. Ved slutningen af året 1941 havde fronten et uregelmæssigt forløb fra Leningrad i nord til Rostov ved Sortehavet. Leningrad var, når bortses fra en forbindelse til moderlandet over Ladogasøen, indesluttet af tyske og finske styrker.

## Demjanskkedlen dannes
Den 8. januar 1942 indledte den sovjetiske nordvestfront (generalløjtnant P.A. Kurotskin) en offensiv i området syd for Ilmensøen. Meningen var, at angrebet skulle sættes ind mod skillelinjen mellem de tyske 16. og 18. armeer, men det traf X. og II. Armékorps (henholdsvis artillerigeneral Christian Hansen og infanterigeneral Walter von Brockdorf-Ahlefeldt). De to armékorps tilhørte begge 16. Armé (generaloberst Ernst Busch), som var underlagt Armégruppe Nord (generalfeltmarskal Wilhelm Ritter von Leeb). Den sovjetiske 11. Armé (generalløjtnant W.I. Morosov) brød igennem de tysk linjer lige syd for Ilmensøen og stod efter få dage foran byen Staraja Russa, som det lykkedes tyskerne at holde.
Den øverstkommanderende for Armégruppe Nord, generalfeltmarskal Ritter von Leeb bad om tilladelse til at tage fronten tilbage til Lovatfloden, men fik afslag fra Hitler. Demjanskområdet skulle holdes for enhver pris, også selv om forbindelsen til resten af 16. Armé gik tabt. Derefter tog Ritter von Leeb sin afsked og blev afløst af generaloberst Georg von Küchler. Det sovjetiske angreb blev i slutningen af januar fulgt op af 1. Gardeskyttearmé (brigadegeneral A.S. Grjasnov), som fra Staraja Russa svingede mod sydøst i ryggen på X. og II. Armékorps.
Få dage efter begyndelsen af offensiven syd for Ilmensøen indledte Den røde Hær en anden offensiv kaldet Rhez-Vyazma offensiven i området ved den sydligere liggende Seligersø. Her gennembrød den sovjetiske 3. Stødarmé (generalløjtnant M.A. Purkajev) de tyske linjer. Et armékorps (generalløjtnant A.S. Xenofonjev) svingede mod nordvest, mens resten af arméen fortsatte i retning mod byen Kholm. Trods voldsom modstand kunne Xenofonjevs styrker i midten af februar forene sig med de mod sydøst angribende styrker af 3. Stødarmé ved landsbyen Salutje, og dermed var Demjanskkedlen dannet. Samtidig blev en tysk styrke indesluttet i et langt mindre område omkring Kholm ca. 130 km sydvest for Staraja Russa.

## Kampene omkring Demjanskkedlen
Inden for et område med en omkreds på ca. 300 km omkring byen Demjansk var 6 tyske divisioner med støtteenheder, i alt ca. 95.000 mand og 20.000 heste indesluttet. Fra det indesluttede område til hovedkamplinjen ved Staraja Russa var der ca. 35 km. Følgende tyske divisioner befandt sig i kedlen:
- X. Armékorps:
  - 290. Infanteridivision (generalløjtnant Theodor von Wrede)
  - 30. Infanteridivision (generalløjtnant Kurt von Tippelskirch)
  - Waffen SS-division Totenkopf (Obergruppenführer Theodor Eicke)
- II. Armékorps:
  - 12. Infanteridivision (oberst Karl Hernekamp)
  - 32. Infanteridivision (generalmajor Wilhelm Bohnstedt)
  - 123. Infanteridivision (generalmajor Erwin Rauch)

Generalkommandoen for X. Armékorps (artillerigeneral Christian Hansen) trak sig i slutningen af januar ud af kedlen til Staraja Russa og overtog der kommandoen over de styrker, som forsvarede hovedkamplinjen fra Ilmensøen over Staraja Russa og videre mod sydvest. Generalkommandoen for II. Armékorps (infanterigeneral Walther von Brockdorf-Ahlefeldt) forblev i kedlen og overtog kommandoen over styrkerne der.
De indesluttede styrker måtte nu forsynes ad luftvejen, hvilket krævede tilførslen af mindst 200 tons forsyninger pr. dag for at opretholde troppernes kampkraft. For at kunne gennemføre denne luftbro blev der allerede i slutningen af januar bygget to feltflyvepladser øst for Demjansk. Indflyvningen af forsyninger til Demjanskkedlen og til den indesluttede styrke i Kholm krævede stort set hele Luftwaffes transportkapacitet og kostede betydelige tab af personel og fly, men operationen blev ikke desto mindre fra tysk side betragtet som en succes. Den kom til at danne grundlag for, at Luftwaffes øverste chef, rigsmarskal Hermann Göring, mente at kunne gøre kunststykket igen et lille år senere i forbindelse med indeslutningen af de tyske styrker i Stalingrad. Her var imidlertid en hel armé med et dagligt forsyningsbehov på ca. 800 tons afskåret, hvilket langt oversteg Luftwaffes kræfter.

## Undsætningen
Den 20. marts 1942 indledte en ”task force” under kommando af generalløjtnant Walther von Seydlitz-Kurzbach et angreb syd for Staraja Russa med henblik på at få åbnet en vej ind i kedlen. Angrebet vandt kun langsomt frem, men den 20. april nåede man til landsbyen Ramusjevo ved Lovatfloden og kunne dér optage forbindelse med et stormregiment, som den 14. april havde indledt et angreb ud fra kedlen. Herved dannedes Ramusjevokorridoren, som på sit smalleste sted kun var 4 km bred, og som ikke havde tilstrækkelig kapacitet til at man kunne undvære forsyningerne ad luftvejen. Efterhånden blev korridoren udvidet mod nord og syd, og i oktober 1942 var den så bred, at man kunne etablere endnu en forsyningsvej ind i kedlen og dermed give afkald på luftbroen.
Da kedlen således nu var blevet åbnet, var alle involverede militære førere enige om, at den burde rømmes. Dette blev imidlertid afvist af Hitler med den begrundelse, at Demjanskområdet skulle benyttes som udgangspunkt for et fornyet forsøg på at nå Moskva på et senere tidspunkt. Først da stillingen i kedelområdet i februar 1943 blev uholdbar, blev der givet tilladelse til at rømme området og gå tilbage til en hovedkamplinje ved Riedjafloden. Samtidig med at rømningen begyndte, indledte Den Røde Hær et storangreb for endelig – efter flere forgæves forsøg – at få kedlen likvideret. Tyskerne kunne dog trække sig ud i rimelig god orden og ved udgangen af februar 1943 eksisterede Demjanskkedlen ikke mere.

## Frikorps Danmark i Demjanskkedlen
Waffen SS-enheden med dansk personel – Frikorps Danmark – blev oprettet den 29. juni 1941 og blev derefter uddannet først i Hamborg og derefter i Treskau (Owinska) i det nuværende Polen. Den 8. maj 1942 ankom de første dele af Frikorps Danmark pr. fly til Demjanskkedlen, hvor enheden skulle indgå i Waffen SS-division Totenkopf. Frikorpset blev indsat i forsvaret af Ramusjevokorridoren, som var blevet etableret ca. 3 uger tidligere. Korpset fik sin ilddåb den 20. maj, da det blev indsat mod et sovjetisk angreb på den såkaldte rullebane, dvs. forsyningsvejen gennem Ramusjevokorridoren. Kampen kostede enheden 2 døde og 3 sårede. I alt havde korpset i løbet af maj måned 20 døde og et stort antal sårede. Den 2. juni 1942 var korpset involveret i et større tysk angreb, som kostede det 21 døde og 58 sårede. Blandt de døde var chefen for Frikorps Danmark, SS-Sturmbannführer Christian Frederik von Schalburg. Et nyt tysk angreb få dage senere betød endnu større tab for frikorpset. Da korpset blev trukket ud af kedlen i begyndelsen af august havde det mistet ca. 350 mand, heraf 73 døde.

## Resultaterne
Den sovjetiske offensiv syd for Ilmensøen skal ses i sammenhæng med den samtidige offensiv nord for søen rettet mod den tyske 18. armé (Wolkow-/ Ljubanoperationen). Hensigten med de to offensiver var at overskære de tyske forbindelseslinjer og derved umuliggøre en fortsættelse af belejringen af Leningrad. Dette mål blev ikke nået. Operationen nord for Ilmensøen udviklede sig til en katastrofe for Den Røde Hær hvor en hel armé gik til grunde, og kampene i og omkring Demjanskkedlen bandt store sovjetiske styrker i mere end et år, alt uden at de tyske forsyningsveje blev væsentligt generet. Kampene kostede store tab på begge sider. De tyske tab i Demjanskkedlen i perioden hvor den var afskåret, dvs. godt 3 måneder, angives til 5100 faldne, 2000 savnede og 15.300 sårede. Hertil kommer ca. 19.000 syge, hvoraf ca. 6000 med forfrysninger. De sovjetiske tabstal kendes ikke, men det formodes, at de var langt større end de tyske. Også den russiske civilbefolkning i Demjanskområdet led voldsomt og selve byen Demjansk blev totalt ødelagt.

## Demjanskskjoldet
Den 25. juli 1943 indstiftede Hitler Demjanskskjoldet, et ærmemærke af metal, som blev givet til de soldater, som havde været i Demjanskkedlen i den periode, hvor kedlen var afskåret. Frikorps Danmarks personel var således ikke blandt modtagerne af Demjanskskjoldet.